# Las Vegas Tennis Open
Il Las Vegas Tennis Open è un torneo professionistico di tennis giocato su campi in cemento. Fa parte dell'ATP Challenger Tour e si tiene annualmente dal 1987, con varie interruzioni. Si gioca al Frank and Vicki Fertitta Tennis Complex dell'UNLV a Las Vegas negli Stati Uniti.

## Storia
Dopo l'edizione inaugurale del Challenger nel 1987, che vide la vittoria di un giovanissimo Michael Chang, il torneo si tenne anche l'anno successivo e fu subito dismesso. Fu ripristinato nel 1997 nel nuovo impianto dell'UNLV e vide il ritorno sui campi di Andre Agassi, nato proprio a Las Vegas e reduce dai problemi personali e dall'infortunio al polso che lo avevano portato alla 141ª posizione del ranking dopo esserne stato al vertice. Con la finale raggiunta in quel torneo, Agassi diede inizio alla scalata che lo avrebbe visto tornare in vetta alla classifica mondiale.
Si disputarono altre due edizioni e dopo quella del 2000 l'evento fu nuovamente cancellato per un lungo periodo. Tornò a far parte del circuito Challenger nel 2015 grazie anche al contributo dello stesso Agassi, la cui fondazione, dedicata a garantire opportunità ai giovani meno abbienti di Las Vegas, fu il partner principale degli organizzatori. Nel 2023 il torneo non venne disputato per "impreviste circostanze".

## Albo d'oro

### Singolare
| Anno       | Campione           | Finalista         | Punteggio         |
| ---------- | ------------------ | ----------------- | ----------------- |
| 2024       | Learner Tien       | Tristan Boyer     | 7–5, 1–6, 6–3     |
| 2023       | Non disputato      | Non disputato     | Non disputato     |
| 2022       | Tennys Sandgren    | Stefan Kozlov     | 7–5, 6–3          |
| 2021       | Jeffrey John Wolf  | Stefan Kozlov     | 6–4, 6–4          |
| 2020       | Non disputato      | Non disputato     | Non disputato     |
| 2019       | Vasek Pospisil     | James Duckworth   | 7–5, 6(11)–7, 6–3 |
| 2018       | Thanasi Kokkinakis | Blaž Rola         | 6–4, 6–4          |
| 2017       | Stefan Kozlov      | Liam Broady       | 3–6, 7–5, 6–4     |
| 2016       | Samuel Groth       | Santiago Giraldo  | 6(4)–7, 6–4, 7–5  |
| 2015       | Thiemo de Bakker   | Grega Žemlja      | 3–6, 6–3, 6–1     |
| 2014- 2001 | Non disputato      | Non disputato     | Non disputato     |
| 2000       | Neville Godwin     | Cristiano Caratti | 6–3, 6–3          |
| 1999       | Non disputato      | Non disputato     | Non disputato     |
| 1998       | Cecil Mamiit       | Maurice Ruah      | 7–5, 6–3          |
| 1997       | Christian Vinck    | Andre Agassi      | 6–2, 7–5          |
| 1996- 1989 | Non disputato      | Non disputato     | Non disputato     |
| 1988       | Andrew Sznajder    | Doug Burke        | 6–1, 6–1          |
| 1987       | Michael Chang      | Jon Levine        | 6–3, 4–6, 6–2     |

### Doppio
| Anno       | Campioni                       | Finalisti                         | Punteggio           |
| ---------- | ------------------------------ | --------------------------------- | ------------------- |
| 2024       | Trey Hilderbrand Alex Lawson   | Tristan Boyer Tennyson Whiting    | 6(9)–7, 7–5, [10–8] |
| 2023       | Non disputato                  | Non disputato                     | Non disputato       |
| 2022       | Julian Cash Henry Patten       | Constantin Frantzen Reese Stalder | 6–4, 7–6(1)         |
| 2021       | William Blumberg Max Schnur    | Jason Jung Evan King              | 7–5, 6(5)–7, [10–5] |
| 2020       | Non disputato                  | Non disputato                     | Non disputato       |
| 2019       | Ruben Gonzales Ruan Roelofse   | Nathan Pasha Max Schnur           | 2–6, 6–3, [10–8]    |
| 2018       | Marcelo Arévalo Roberto Maytín | Robert Galloway Nathan Pasha      | 6–3, 6–3            |
| 2017       | Brydan Klein Joe Salisbury     | Hans Hach Verdugo Dennis Novikov  | 6–3, 4–6, [10–3]    |
| 2016       | Brian Baker Matt Reid          | Bjorn Fratangelo Denis Kudla      | 6–1, 7–5            |
| 2015       | Carsten Ball Dustin Brown      | Dean O'Brien Ruan Roelofse        | 3–6, 6–3, [10–6]    |
| 2014 2001  | Non disputato                  | Non disputato                     | Non disputato       |
| 2000       | Jeff Coetzee Marcos Ondruska   | Mardy Fish Andy Roddick           | 6(9)–7, 7–6(6), 6–1 |
| 1999       | Non disputato                  | Non disputato                     | Non disputato       |
| 1998       | Marcos Ondruska Byron Talbot   | David DiLucia Michael Sell        | 7–6(2), 6–3         |
| 1997       | David DiLucia Michael Sell     | Paul Goldstein Jim Thomas         | 6–4, 6–4            |
| 1996- 1989 | Non disputato                  | Non disputato                     | Non disputato       |
| 1988       | Shelby Cannon Greg Van Emburgh | Julian Barham Peter Wright        | 6–2, 6–0            |
| 1987       | David Dowlen Glenn Layendecker | Mark Basham Charles Beckman       | 6–1, 6–2            |